# كسكارة
الكسكارة هو سيف يوجد بشكل رئيسي في السودان والمناطق المجاورة. تعود أصول الكسكارة إلى القرن الثامن، في فترة الفتوحات الإسلامية. فقد الكسكارة وظيفته كسلاح، لكنه لا يزال جزءاً من التقاليد الحية في هذه المنطقة.

## الوصف

### النصل

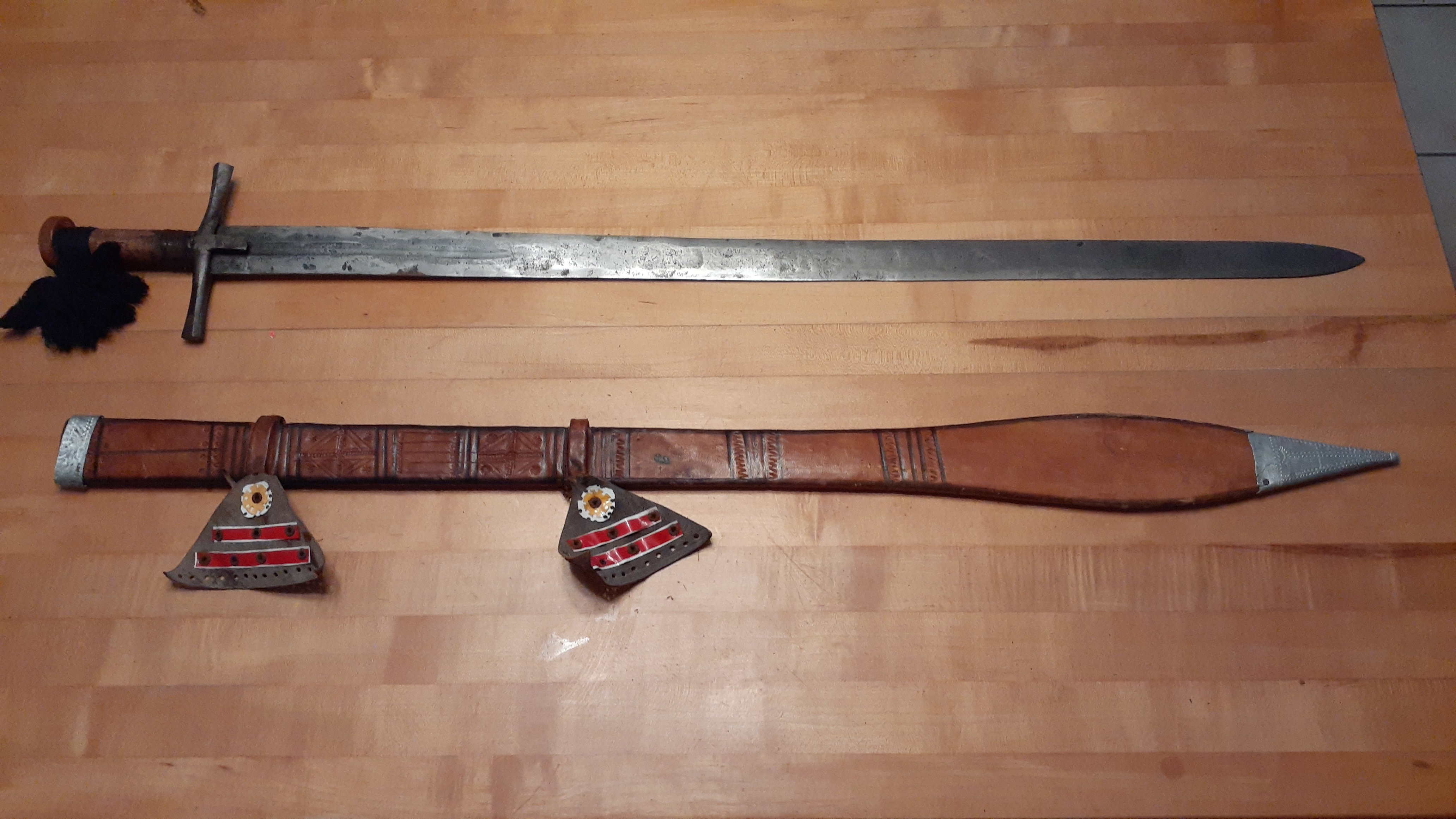

للالكسكارة نصل مستقيم ذو حدين. في بعض السيوف، يتناقص النصل قليلاً نحو الحافة، وفي البعض الآخر تكون الجوانب متوازية وتشكل حافة حادة في النهاية. تحتوي النصال على أنواع مختلفة من الحفر؛ توجد نماذج بها حفر عريضة وأخرى بها حفر ضيقة متعددة.
معظم النصال المتبقية من الإنتاج الأوروبي، والقليل منها من أصل محلي. في القرن العشرين، زورت نصال جديدة محلياً، على سبيل المثال من نوابض السيارات القديمة. هذه النصال أكثر جودة من النصال المحلية المبكرة التي كانت تنكسر في القتال، لكنها لا تصل إلى جودة النصال المستوردة المبكرة. تضاف الرموز الزخرفية، وتُحفر النقوش العربية مثل آيات القرآن أو العبارات الدينية.

### المقبض
يحتوي المقبض على حافة مستقيمة تعطي للسيف مظهراً يشبه الصليب. غالباً ما تتوسع الحواف إلى الجانبين. وتبرز نتوءات موازية للنصل باتجاه الحافة وتعمل كمسكات للنصل.
تُصنع عناصر المقبض التقليدية من عدة أجزاء وتدمج من خلال اللحام الناري. في منتصف القرن العشرين، تغيرت هذه الطريقة. وصار يُصنع المقبض من قطعة واحدة، بقطع زاوية مسطحة من الحديد المستطيل لتشكيل نتوءات، ويقطع الوسط ليناسب النصل، ويثنى نتوءين نحو النصل، لتشكيل حواف المقبض.
يتميز الكسكارة عن السيوف الأوروبية بعقبه الذي يتخذ شكل قرص.

### الغمد
الغمد مصنوع من الجلد بجودة عالية، ويتكون من جلد الأغنام أو الماعز المصبوغ باللون الأحمر. يمكن أن تكون هناك زينة إضافية من جلد الزواحف (مثل الثعابين أو السحالي أو التماسيح). يتميز غمد الكسكارة بأنه يتسع بشكل واضح عند الحافة. الغمد مبطن بخشب رقيق من الداخل، ويستخدم الكرتون في التصنيع الحديث.

## الانتشار والاستخدام

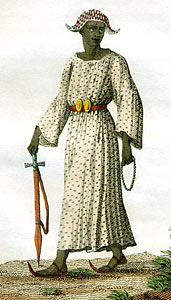

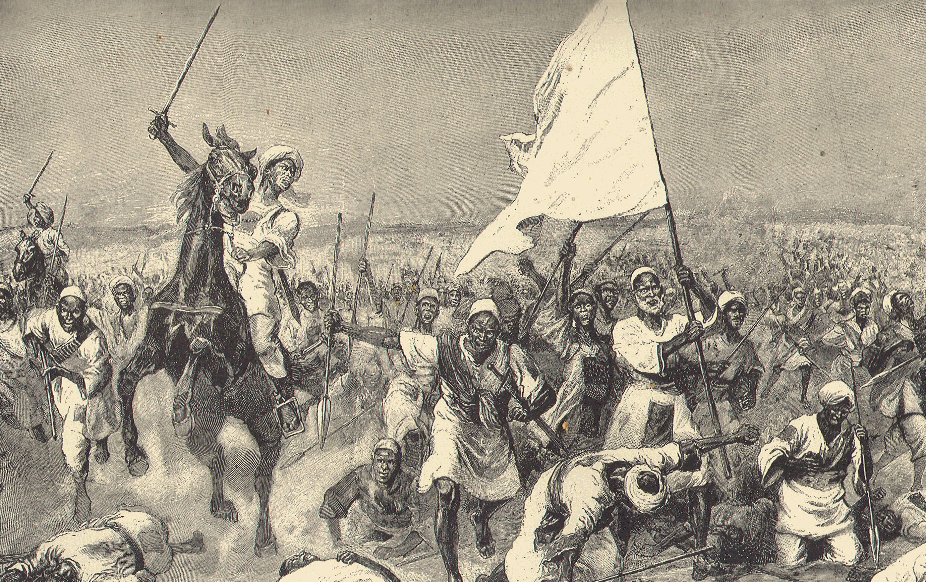

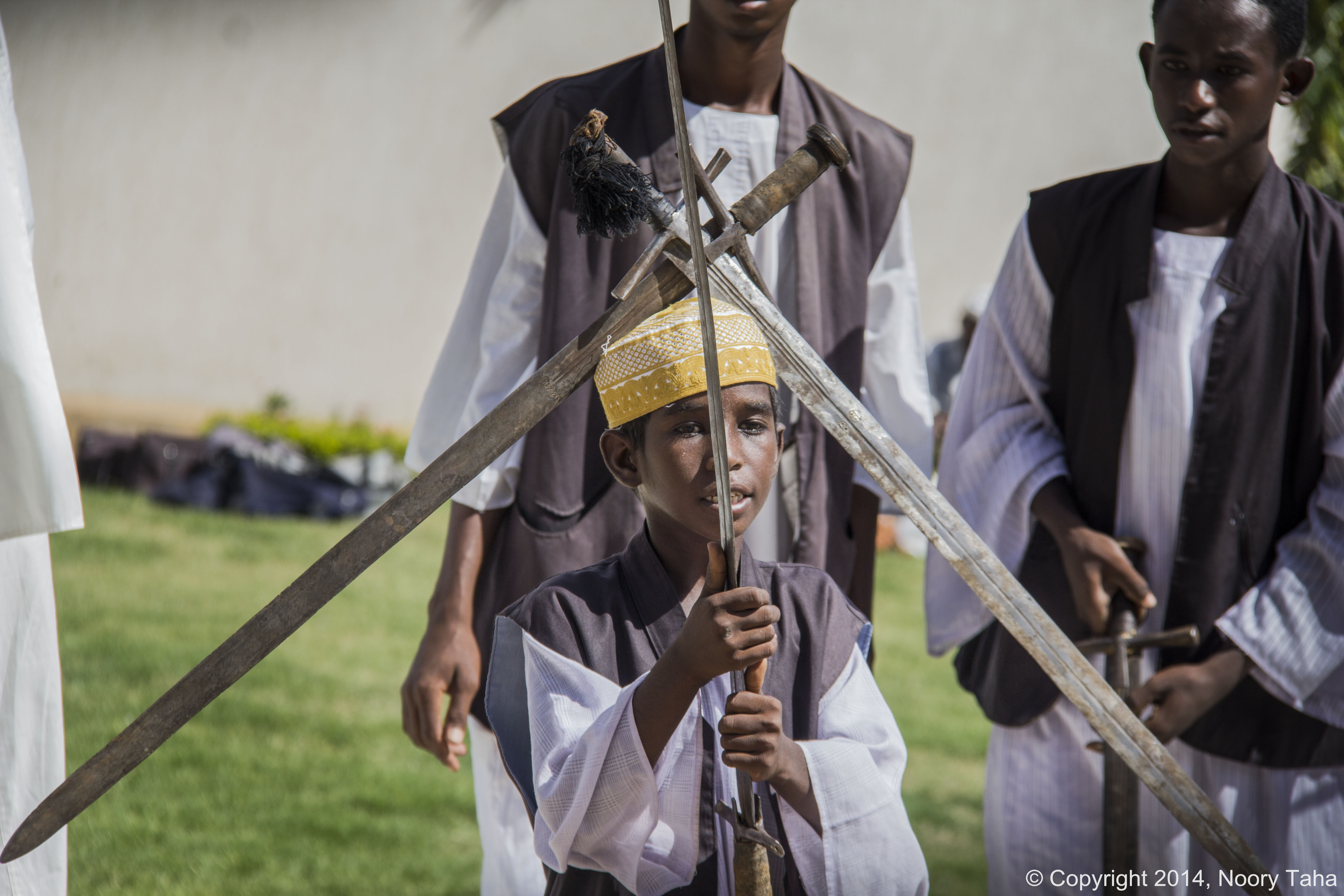

ينتشر الكسكارة في منطقة واسعة تمتد من سواحل البحر الأحمر في إريتريا والسودان وتشاد.
على الرغم من أن الرمح كان السلاح الرئيسي للفرسان والمشاة، إلا أن الكسكارة منح مكانة أعلى. كان لبعض الرجال يعتبر أغلى ممتلكاتهم، وحملوه في أوقات السلم والحرب.
يُحمل الكسكارة بيد واحدة، ويُستخدم بشكل رئيسي كسلاح قطع. كان فعالاً، حيث يمكن لضربة قوية أن تصيب العدو بجروح قاتلة.
يرتدى السيف عبر حزام مثبت على الغمد بحيث يكون السيف بمقبضه أمام الجسد بين الذراع والجسم. عند الركوب على الجمال، يعلق السيف على السرج.

## التاريخ

### الأصل
يكتنف أصل الكسكارة الغموض. بسبب مقبضه الذي يشبه الصليب، يشبه الكسكارة السيوف الأوروبية. في القرن التاسع عشر، فسر مستكشفو أفريقيا، مثل صمويل بيكر، هذا التشابه بتأثير الصليبيين. كان الصليبيون لهم وجود في مصر، وفي عام 1183، زحف رينالد دي شاتيلون بجيشه على طول ساحل البحر الأحمر حتى النوبة وعيذاب. لكن لا توجد أدلة على استخدام السيوف الأوروبية خارج مصر.
من الأرجح أن يكون الكسكارة مستمداً من السيوف العربية، التي كانت أيضاً تحتوي على نصال مستقيمة. الشكل النموذجي المنحني ظهر فقط في القرن الخامس عشر. في منتصف القرن الثامن، خلال الفتوحات الإسلامية، عبرت القبائل العربية الصحراء وربما أثرت على الحدادين السودانيين. وقد تكون السيوف جلبها الحجاج السودانيون الأوائل أثناء عودتهم من مكة..
اعتباراً من القرن الخامس عشر، جاءت النصال الأوروبية إلى إفريقيا عبر موانئ البحر الأبيض المتوسط أو الأطلسي. عندما أقام البرتغاليون مراكز تجارية في موريتانيا. ويرجح الباحثين أن النصال الأوروبية استخدمت لصناعة الكسكارة اعتباراً من القرن السادس عشر، لان في تلك الفترة، زاد استيراد النصال من إسبانيا وإيطاليا وألمانيا بشكل كبير في مراكز التجارة والصناعة مثل الفاشر في السودان، كانت تُصنع مقابض وغمد السيوف، وتُزين النصال. كانت النصال المحلية تُصنع أحياناً بأختام مزيفة للنصال الأوروبية.

### الثورة المهدية
خلال الثورة المهدية (1881-1899)، كان السيف رمزاً هاماً لأنصار محمد أحمد المهدي. الذين تجنبوا استخدام الأسلحة النارية الحديثة واستخدموا السيف والرمح، ووزعت الأسلحة النارية المأخوذة كغنائم على الجهاديين غير العرب. شجع قادة المهدي، مثل عثمان دقنة، إنتاج النصال المحلية في القرن التاسع عشر. نظراً لأن بعض هذه النصال كانت تنكسر في المعارك، فقد استخدموا الأسلحة التركية والمصرية والبريطانية المأخوذة كغنائم، وكانوا يحملون سلاحاً ثانوياً أقصر، مثل السيف القصير، بسبب معرفتهم بضعف نصالهم المنتجة محلياً.
كانت معركة القلابات (1889) بين المهديين والإثيوبيين آخر معركة استخدمت فيها السيوف كأسلحة رئيسية من كلا الجانبين. في معركة أم درمان (1898)، فقد الكسكارة أهميته العسكرية، حيث كانت الجيش الأنغلو-مصري مسلحاً بالأسلحة الرشاشة، مما أدى إلى هزيمة المهديين.

## من كتاب النار والسيف في السودان 1879-1895

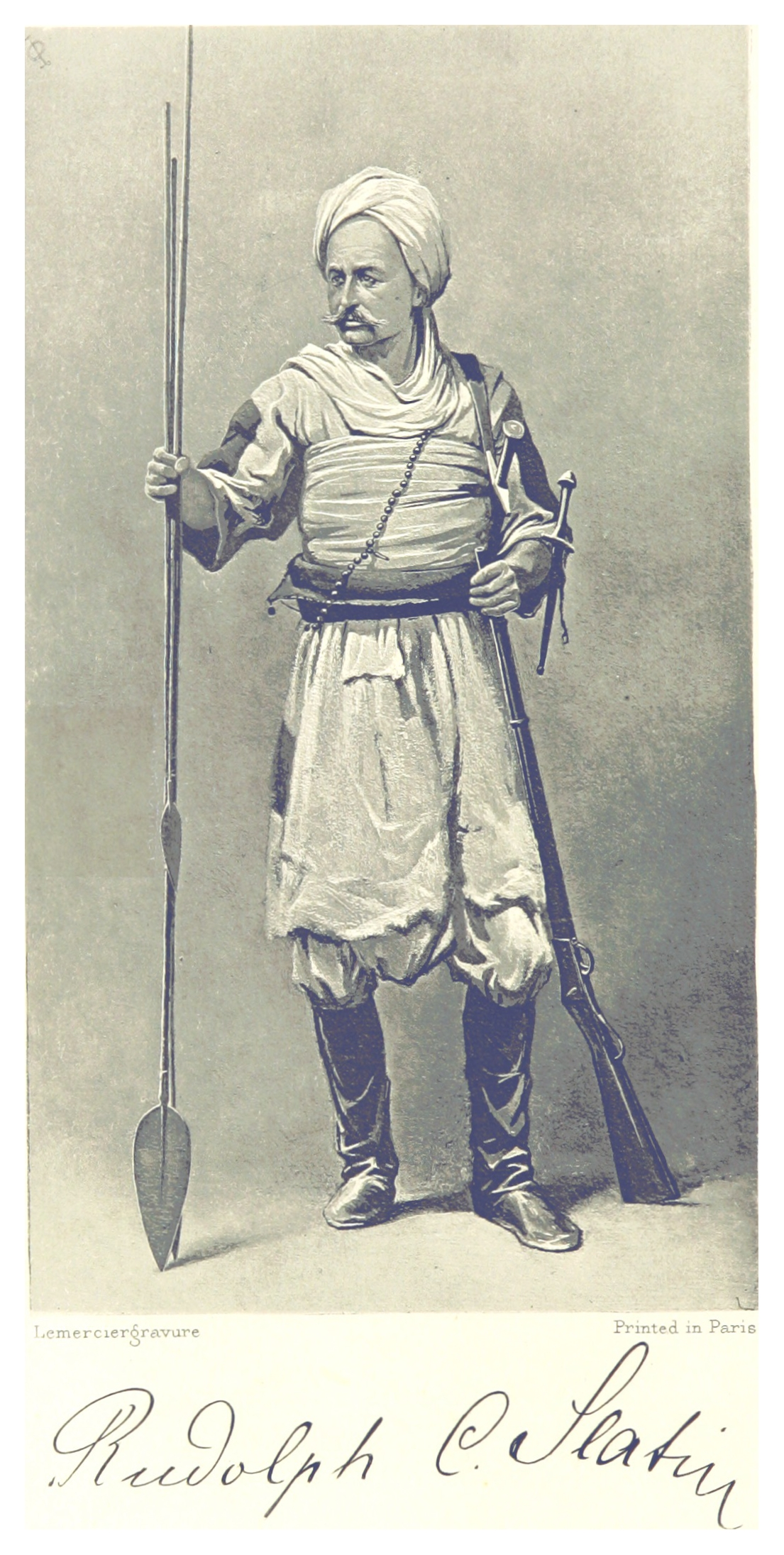
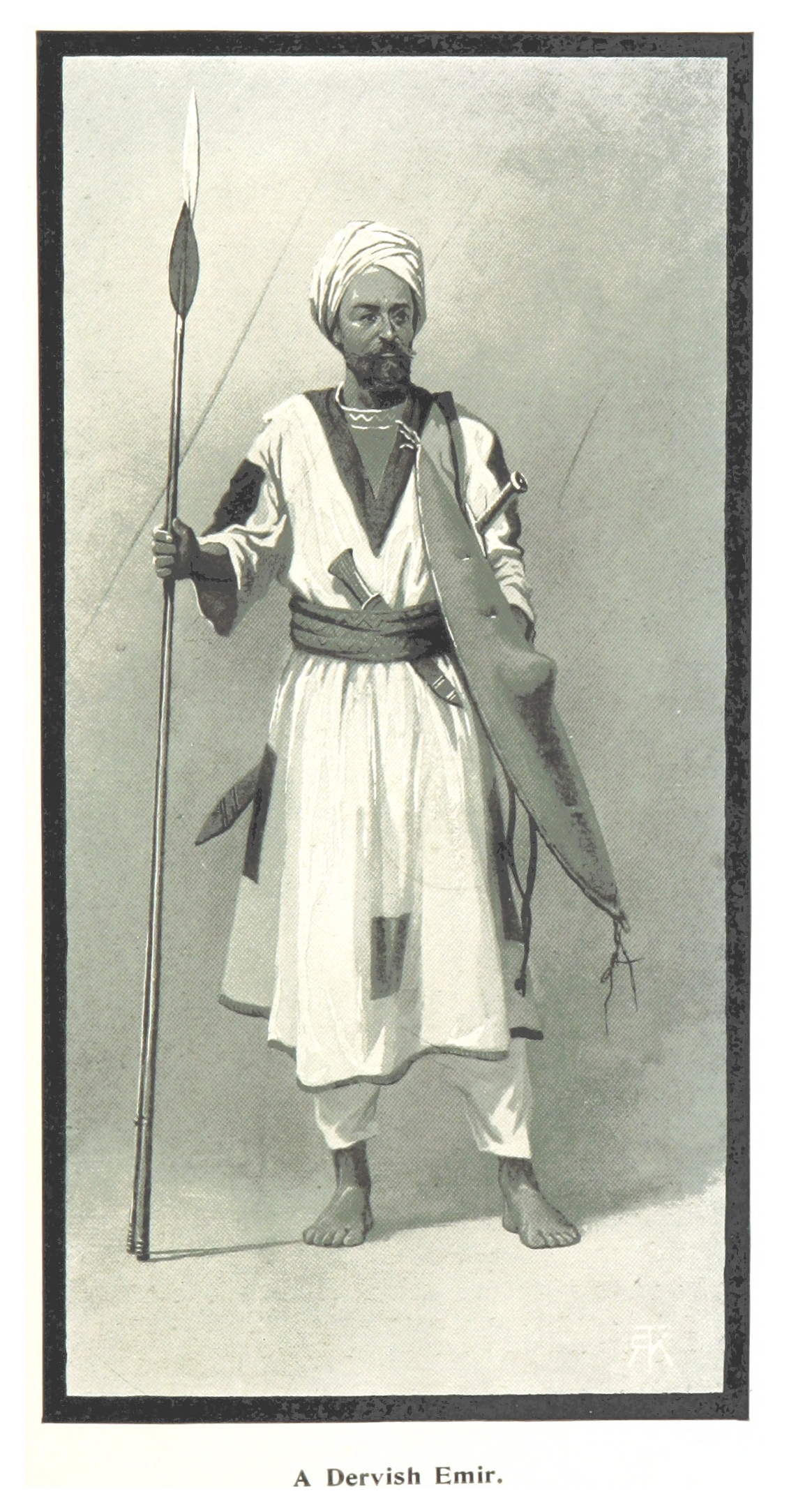
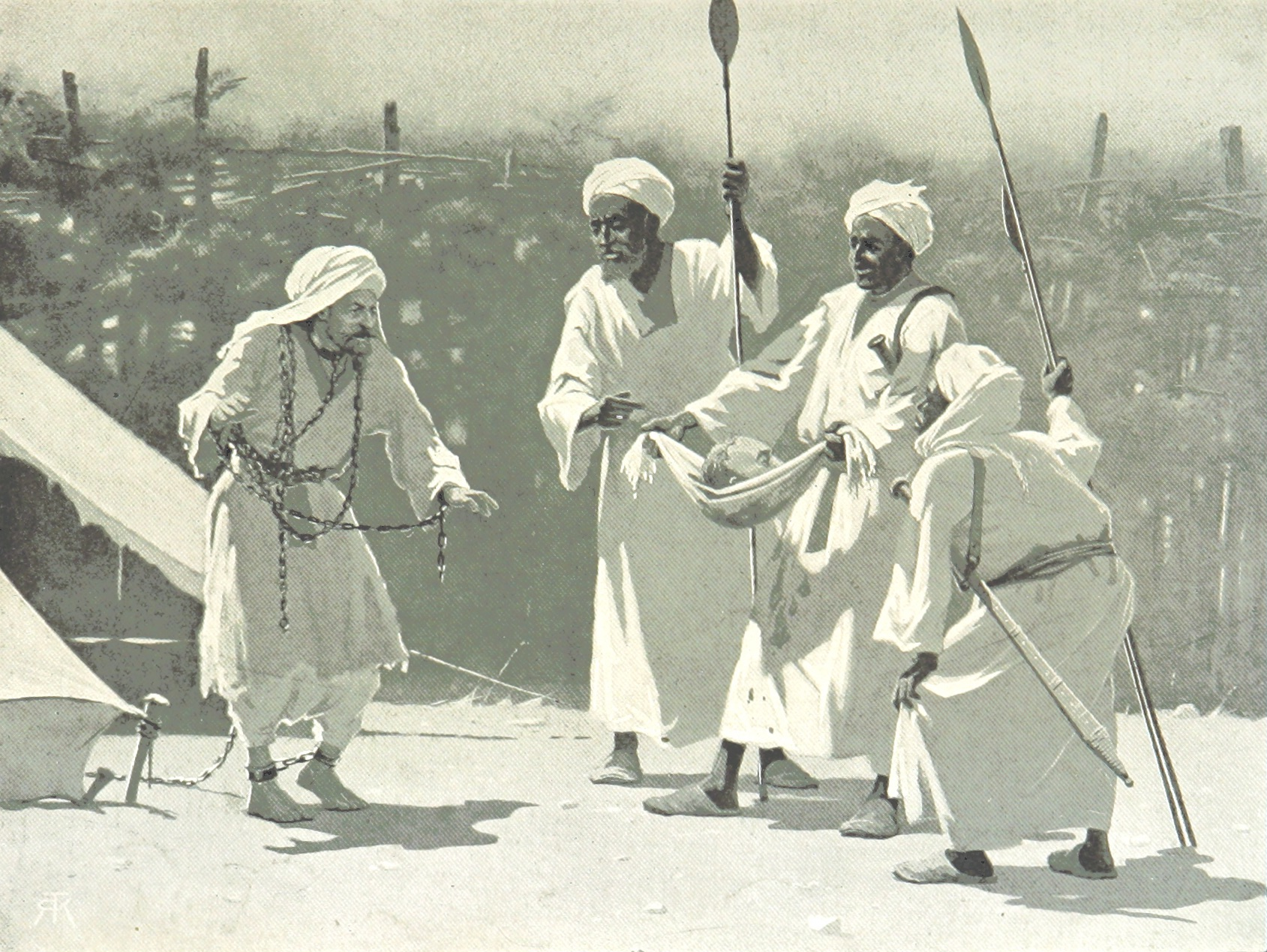
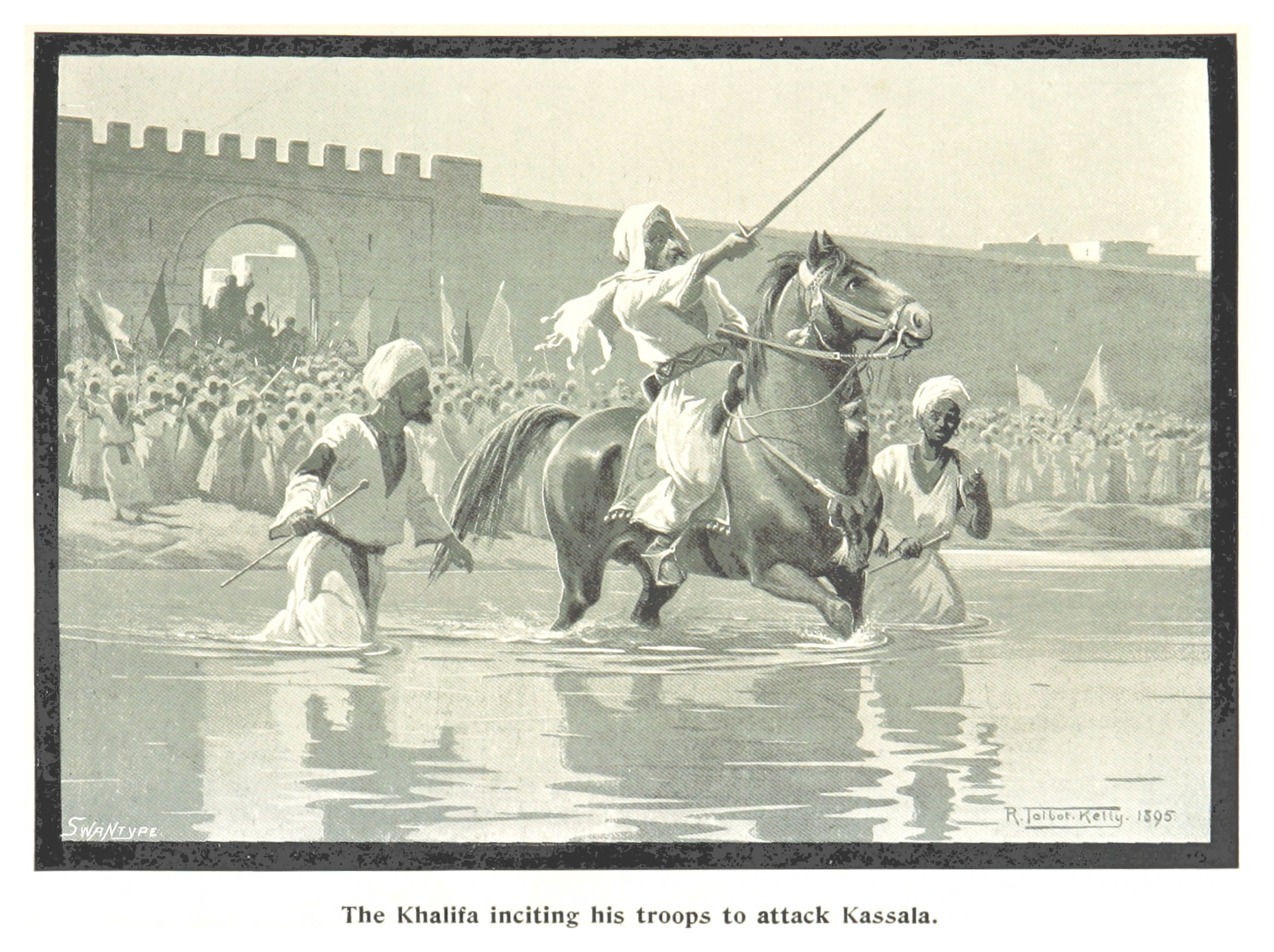
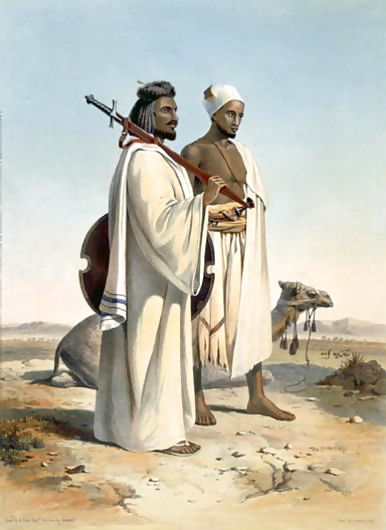
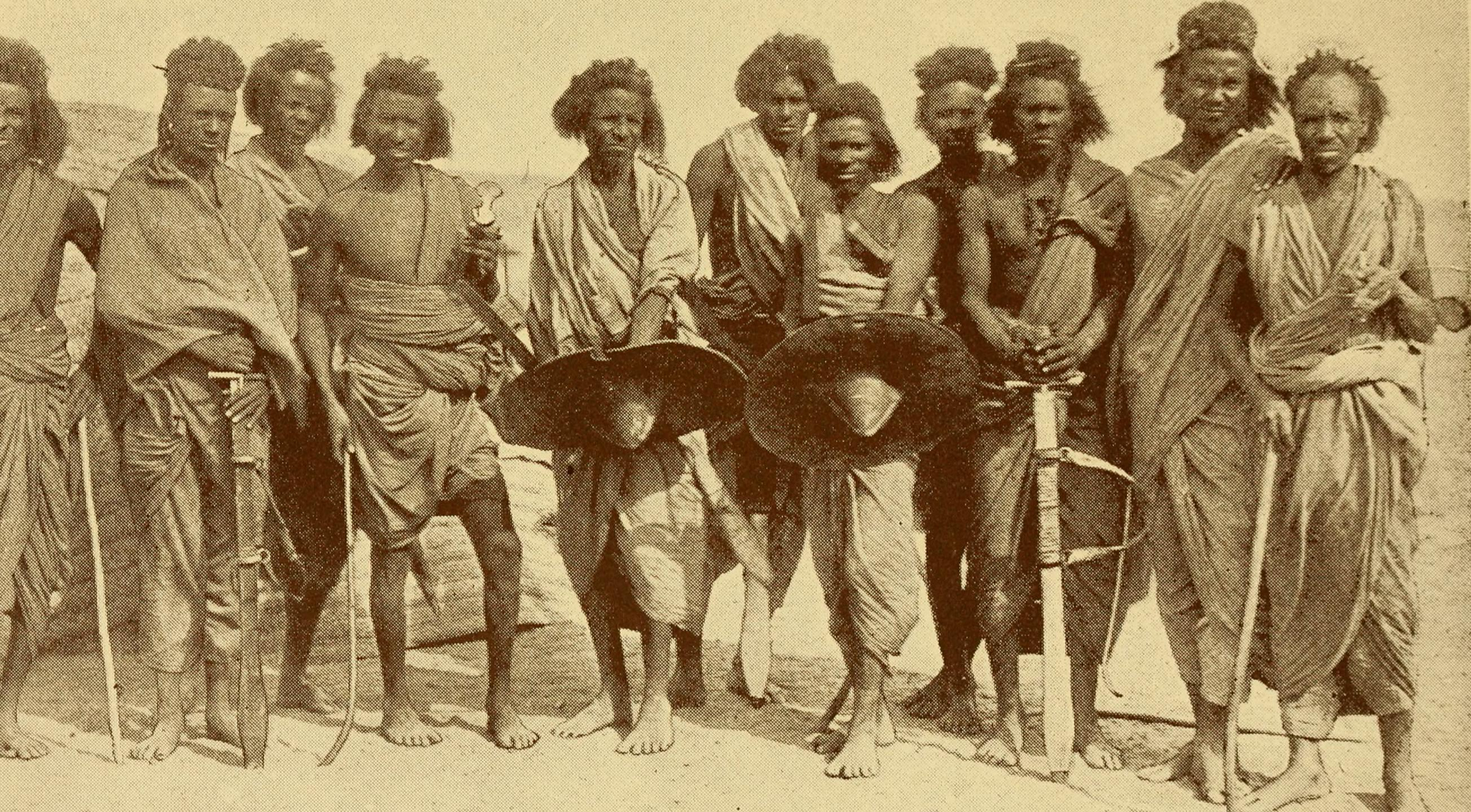

### القرن العشرين والحادي والعشرين
على الرغم من أن الكسكارة فقد فائدته العسكرية، إلا أنه لا يزال متجذراً بعمق في الثقافة العربية السودانية ولا يزال يصنع بشكل تقليدي. كما كان في العصور ما قبل الصناعة، حيث يلبي الحرفيون المحليون الطلب المحلي، بما في ذلك السياح. أحياناً يستخدم الحدادون السودانيون مهاراتهم في تقليد السيوف الأوروبية من القرن السابع عشر.
في المناطق الريفية في دارفور، لا يزال الكسكارة جزءاً من اللباس التقليدي للرجال؛ وفي شرق السودان، كان يُحمله شعب البجا حتى نهاية القرن العشرين. في الوقت الحاضر، تُستخدم السيوف أحياناً في مراسم الزفاف، على سبيل المثال عندما يعطي والد العريس لابنه سيفاً. ولا تزال رقصات السيوف، التي تعرض مهارات قتالية محاكية، تُرى أحياناً في المدن، ونادراً ما تُمارس هذه التقاليد.

## الأسلحة ذات الصلة
في أجزاء من شمال وغرب إفريقيا، غرب منطقة انتشار الكسكارة، يوجد سيف ذو صلة وثيقة بين الطوارق والعديد من الأعراق الأخرى، وهو التاكوبا. كلا السيفين لهما نصل مستقيم ومقبض يشبه الصليب. يختلف التاكوبا في نصل الذي يتناقص باتجاه الحافة، وفي المقبض السميك بشكل واضح، وفي طريقة الحمل على الخصر، وفي عدم وجود اتساع في الغمد. يشارك الكسكارة في اتساع غمده مع سيف الماندينكا من غرب إفريقيا.

## معرض الصور

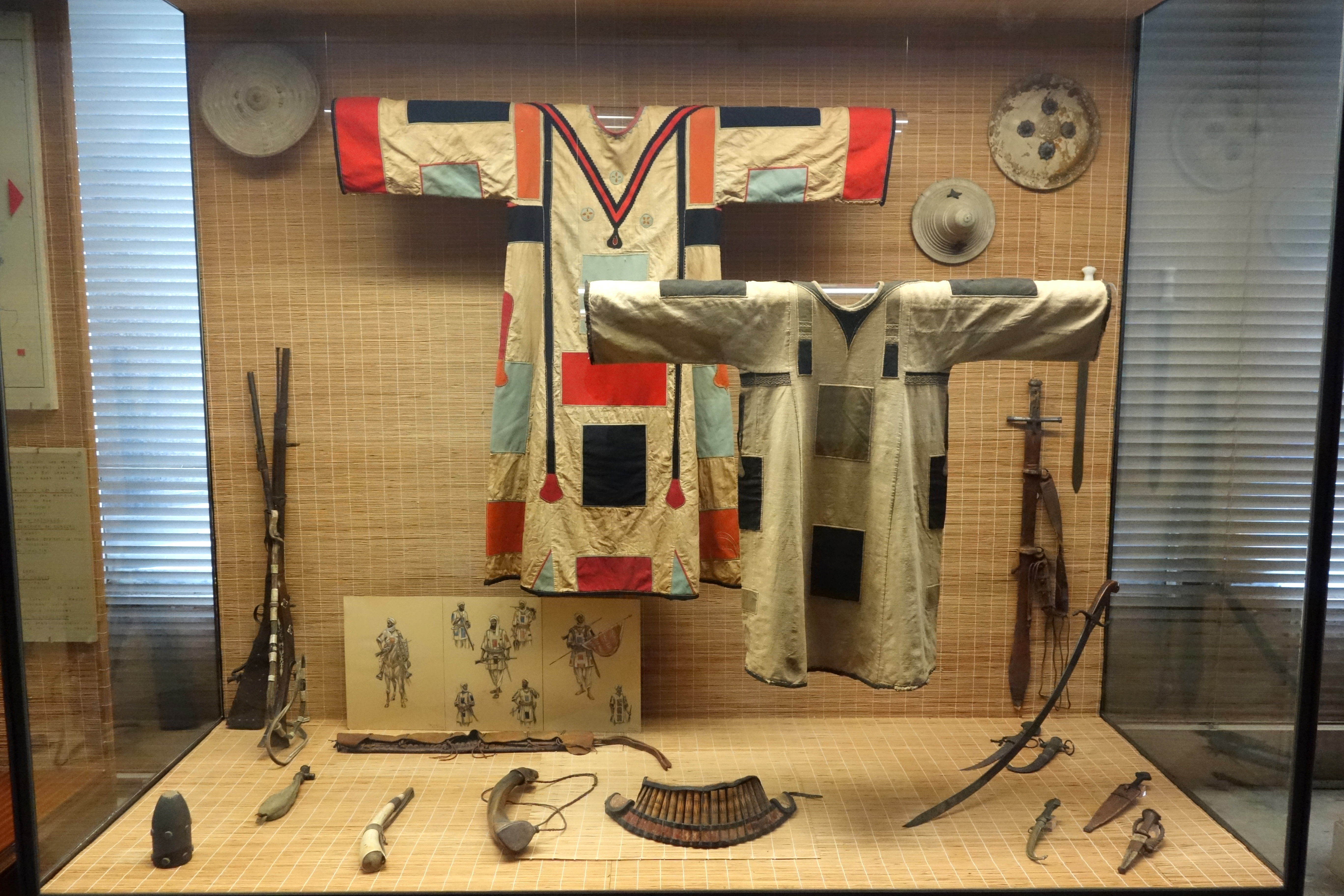
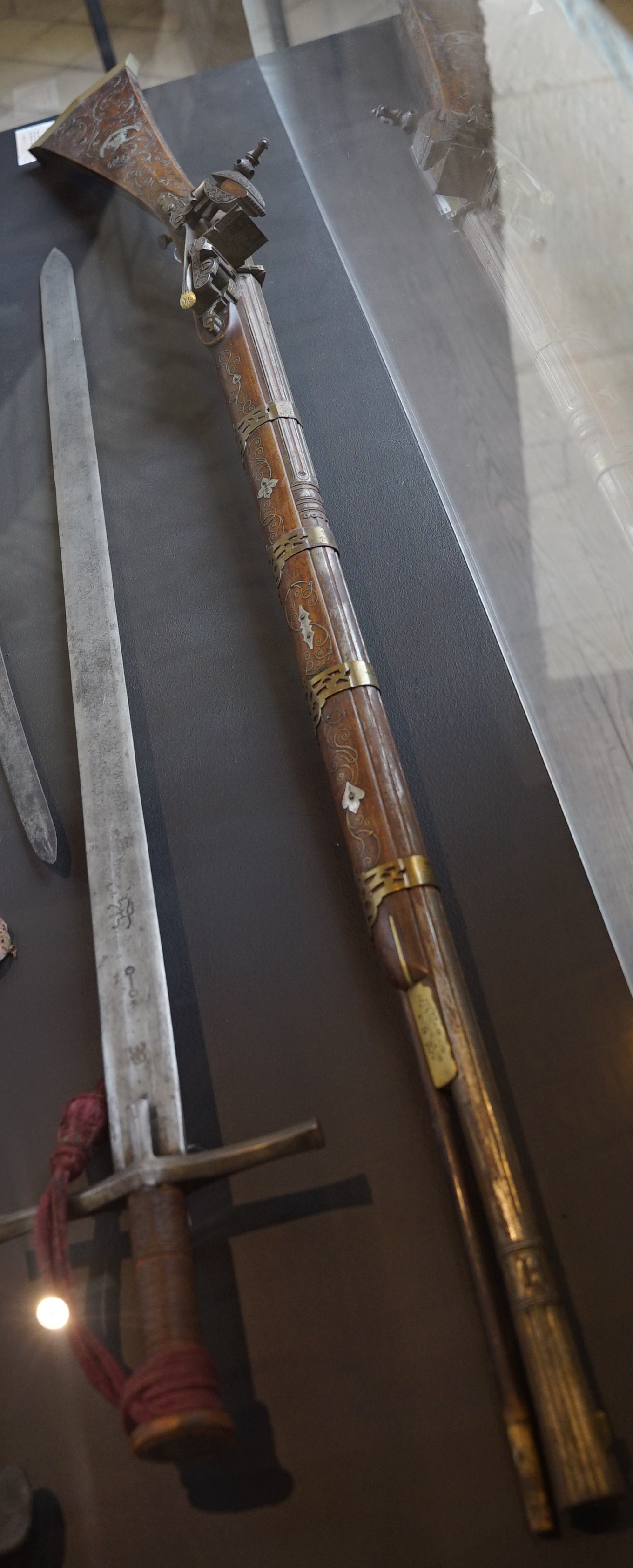
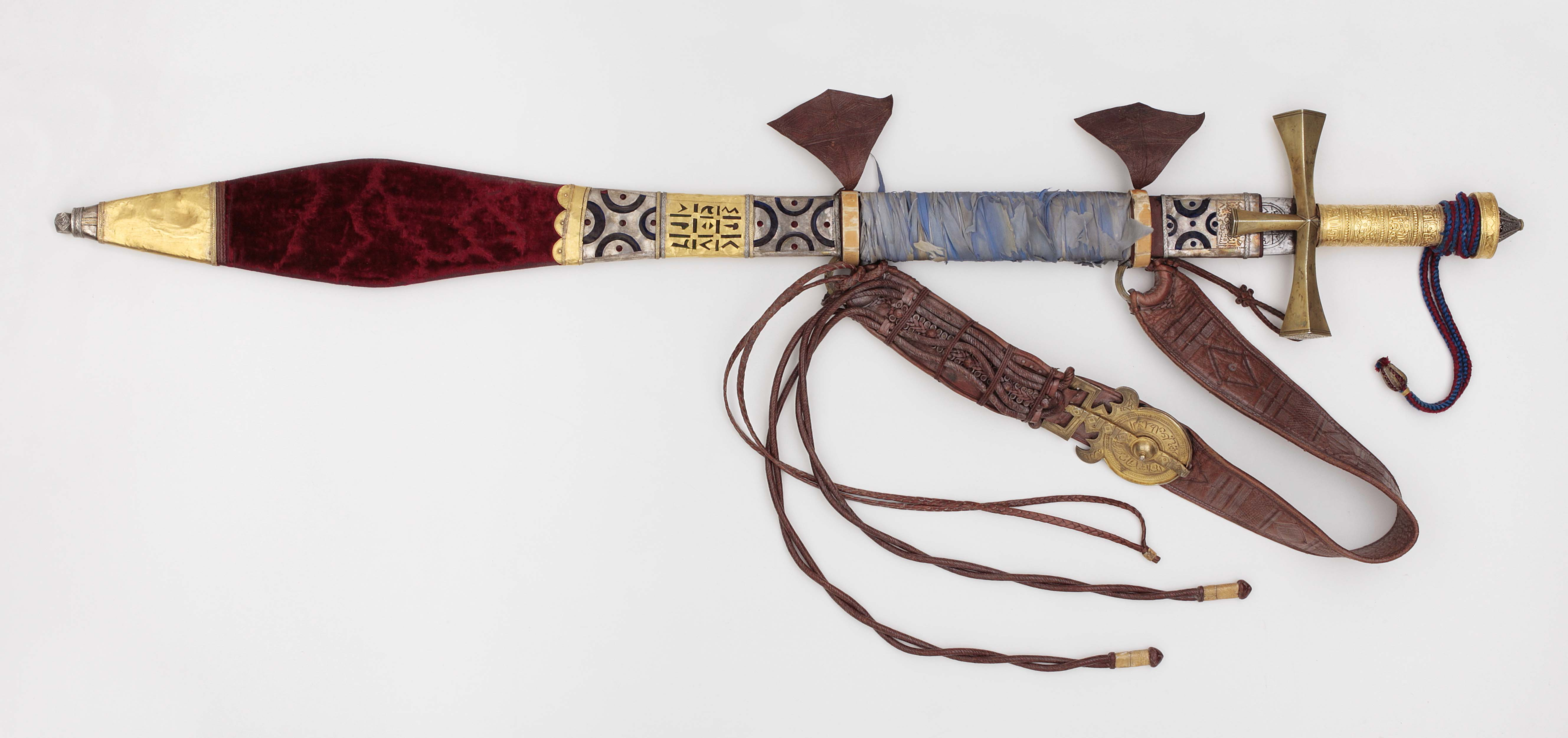
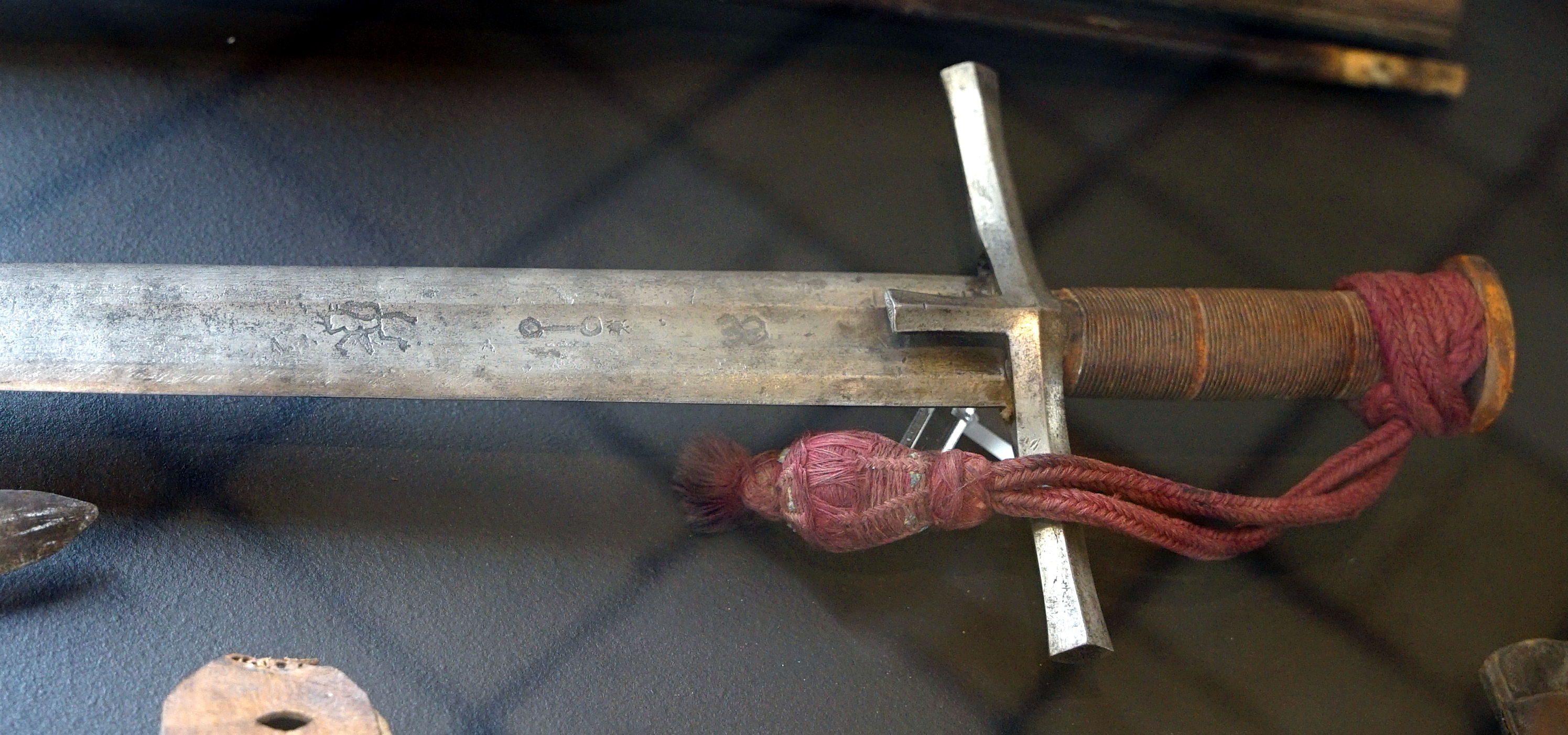
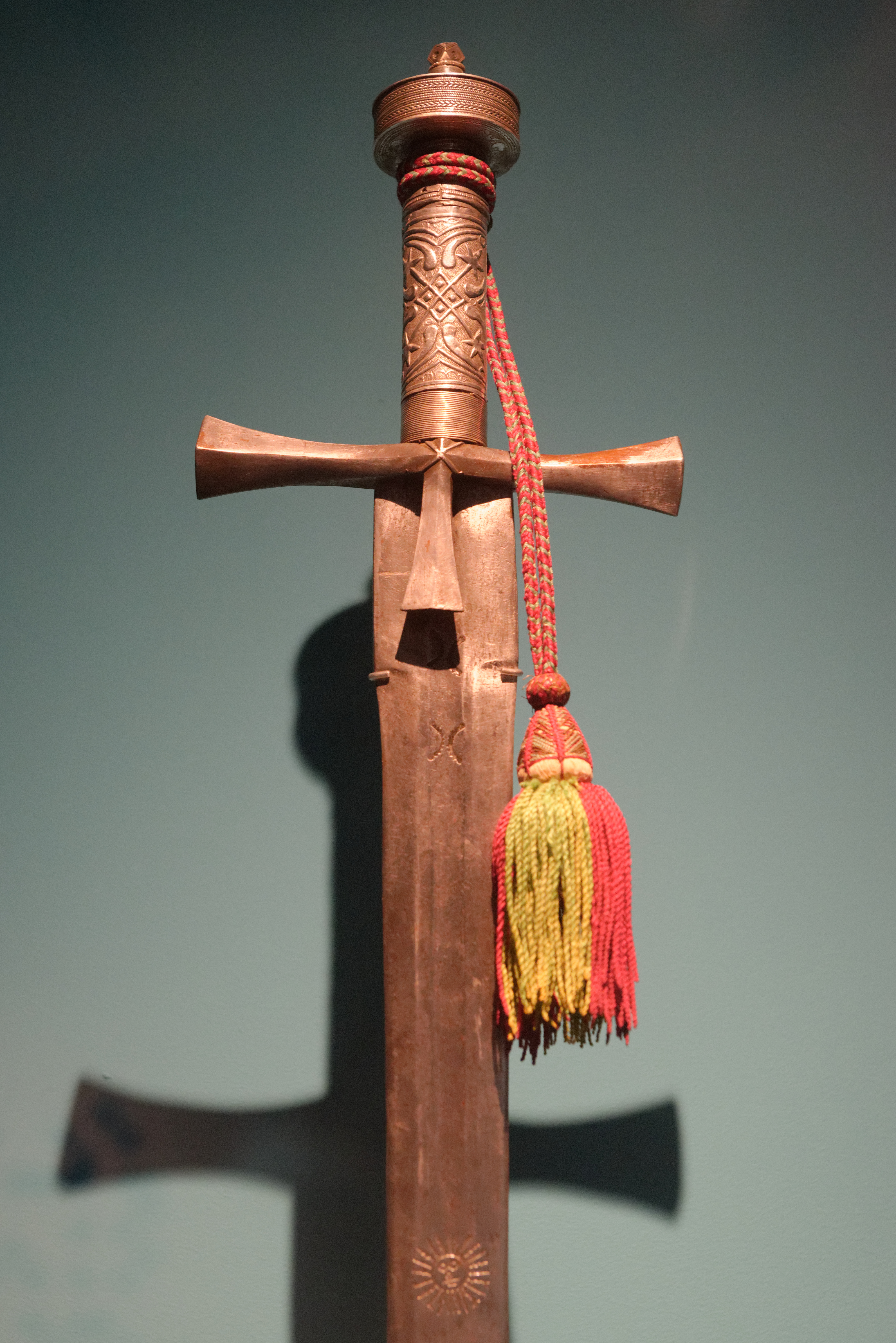
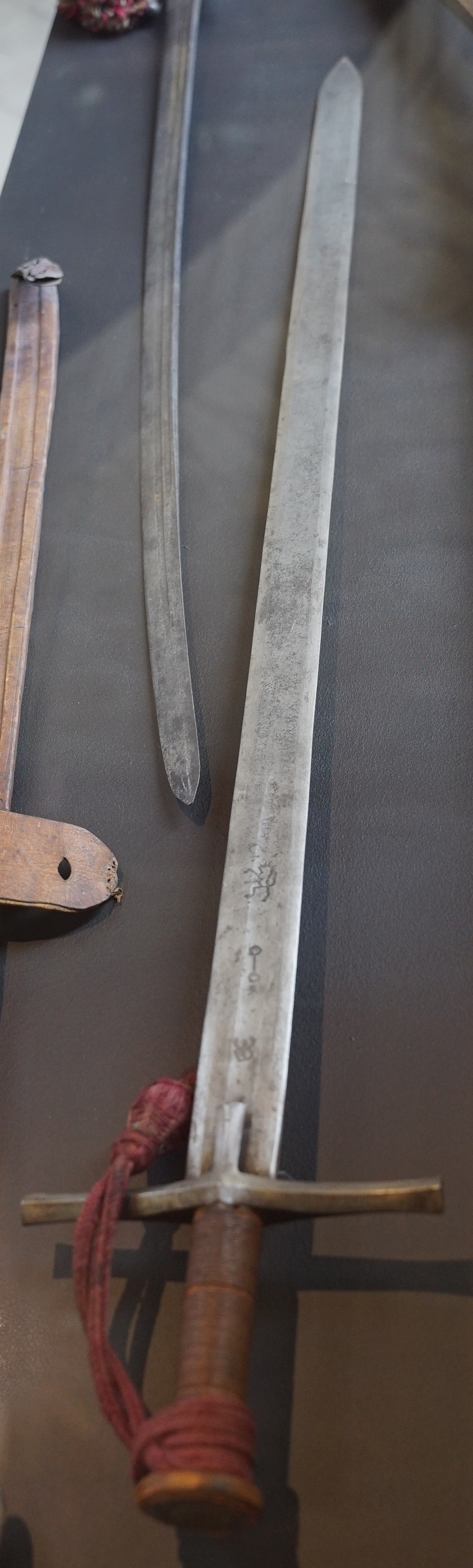